# De Dion-Bouton Type EZ
Der De Dion-Bouton Type EZ ist ein Pkw-Modell aus den 1910er Jahren. Er gehört zur Baureihe der V8-Modelle des französischen Herstellers De Dion-Bouton.

## Beschreibung
Im Gegensatz zu den anderen Typen wurde dieses Modell der nationalen Zulassungsbehörde nicht vorgeführt. Es wurde nur ins Ausland verkauft, insbesondere in die USA. Einführungsjahr war 1914.
Der V8-Motor hat 125 mm Bohrung, 150 mm Hub und 14.726 cm³ Hubraum. Er wurde auch 100 CV genannt, wobei CV eigentlich für Cheval fiscal (Steuer-PS) steht. Der Motor ist vorne im Fahrgestell montiert und treibt über ein Vierganggetriebe und eine Kardanwelle die Hinterräder an. Die Hinterachse ist eine De-Dion-Achse.
Die Basis bildet ein Pressstahlrahmen. Der Radstand beträgt 3615 mm und die Spurweite 1450 mm.
Bekannt sind Aufbauten als Tourenwagen und Phaeton.
Das Modell wurde nur 1914 angeboten und dann ohne Nachfolger eingestellt.